# الماسة الزرقاء
الماسة الزرقاء، واسمه الأصلي: نادية: سر المياه الزرقاء (بالإنجليزية:Nadia: The Secret of Blue Water؛ باليابانية: ふしぎの海のナディア) هو مسلسل أنمي ياباني تعاون في تأليفه كل من ماسا ياكي وتاكيشي موري ويوجي كاوارا، وكذلك هيدياكي أنو إلى جانب إخراجه الحلقات (1-22)، والحلقات (23-39) قام بإخراجها شينجي هيغوتشي.
تمت دبلجته من طرف أستوديو الزهرة السوري في بداياته وتم ذلك في 1994 مع مستوى تقطيع مخفف بالمقارنة بإنتاجه الحالي (ترك لباس ناديا/رولا العادي مع حذف بعض اللقطات النادرة لها عارية، غيرت جميع الأسماء ما انجر عنه حذف بعض عناصر القصة الأصلية مثل أطلنطس ونوتيلوس، وعلى غير العادة فالشريط الصوتي يغطي المسلسل كاملا رغم تغيير بعض الحوارات إلى مقاطع مواعظ ودروس أخلاق لا علاقة لها بالنص الأصلي قرر المدبلجون تعويضه بها).

## قصة المسلسل
ناديا شابة من أصول مجهولة وجين مخترع فرنسي شاب يعيشان في العام 1889 والذي يمثل ذروة الاكتشافات التقنية، ويواجهان خصماً يدعى غارغولين مهووس بإعادة إحياء إمبراطورية أطلانطس الغارقة وفق مخطط شرير يهدف من وراءه للهيمنة على العالم. وبمساعدة جين والنقيب نيمو قائد الغواصة “ناوتيليوس” تكافح ناديا بكل قواها لحماية العالم من شرور غارغولين وإمبراطوريته الجديدة.
الماسة الزرقاء هي عبارة عن ماسة صغيرة، صنعتها الحضارة القديمة لدولة أطلانتس، وتتوارثها الأسرة الحاكمة، هناك اثنتين منها فقط، واحدة عند (رولا)، وأخرى عند أبيها القبطان (عامر)، وهي غامضة جدا وتملك قدرات هائلة، ومهما عرفت عنها، ستظل غامضة، فهي إذا كانت بين كفي (رولا) تضيء عندما يقترب الخطر أو عندما يقترب شخص شرير، وتجعل الإنسان يفهم لغة الحيوانات والعكس، أحيانا تثير طاقة مغناطسية هائلة، وتركيبتها غامضة جدا فعندما وضعها (علاء) تحت المجهر لم يجد إلا مجموعة من المسارات المتشابكة كالمتاهة، ومهما قرب الصورة تبقى المسارات معقدة وغير مفهومة، وأيضا حوافها حادة جدا.
كل هذا، والماسة التي عند (عامر) أقوى بكثير من التي عند (رولا)، والفائدة الرئيسية من اجتماع الماستين وتوحيد طاقتهما هي تنشيط برج بابل الذي يعد أقوى قوة تدميرية في العالم، ولهذا السبب كان (مهيب) يريد الحصول على الماستين ليملك هذه القدرة الهائلة فيشغل برج بابل وبذلك يحكم سيطرته على العالم.

## أسماء المسلسل بلغات مختلفة
- اليابانية : Fugishi no umi no nadia
- العربية: الماسة الزرقاء
- الإنجليزية : Nadia the secret of blue water
- الفرنسية: Nadia le secret de l'eau bleu
- الإسبانية : El misterio della piedra azul
- الإيطالية : Il mistero della pietra azzurra
- الألمانية : Die Macht des Zaubersteins

## شخصيات المسلسل

### جانب الخير
- رولا (Nadia la Arwall بالنسخة الأصلية)

فتاة يتيمة، ظهرت في بداية المسلسل في السيرك كراقصة، حيث كانت قد بيعت إلى صاحب السيرك عندما كانت صغيرة جدا، اضطرت إلى ترك العمل بسبب أنها كانت ملاحقة من طرف (عصابة لميس)، والتي كان هدفها الرئيسي سرقة الماسة الزرقاء التي كانت تحملها. كان حلمها الكبير أن تعثر على والديها وإخوتها، وأن تعود إلى بلدها الذي يتواجد في شمال إفريقيا.
رولا تحمل صفات حادة للغاية، فهي متقلبة جدا، فتارة تجدها هادئة ولطيفة لتراها انقلبت شرسة وعصبية، الماسة الزرقاء التي تحملها والتي أعطتها الكثير من القدرات الغريبة، فقد كانت تنبهها للخطر وتجعلها تفهم لغة الحيوانات نسبيا، وأيضا الحيوانات كانت تفهمها بشكل نسبي، (رولا) فتاة نباتية، تكره أكل اللحوم وتكره من يأكلها، فهي تعتبر ذلك اعتداء على الحيوانات التي هي في نظرها مخلوقات لا تستحق القتل والأكل، وهي حساسة جدا تنبذ العنف بشكل فظيع حيث أنها لا تطيق رؤية شخص مقتول ولا تطيق أن يمس أي شخص بأذى.
العمر: 14.
تاريخ الميلاد: 31 مايو 1875.
الطول: 156 سم.
الوزن: 38 كيلوغرام.
فصيلة الدم: A.
مقاس القدم:23 سم.
لون العيون: شديد الخضرة.
المواهب: أعمال السيرك مثل الوقوف على الكرة.
- علاء (Jean Roque Raltique)

شاب فرنسي يتيم في الرابعة عشر من عمره. والده كان قبطانا لأحد الأساطيل لكنه غرق لسبب مجهول، ويقولون أن وحش البحر هو السبب، (علاء) فتى عبقري، نابغة، مخترع، يخترع أشياء عظيمة من لا شيء تقريبا، فهو قد ورث الصناعة عن عمه الذي عاش معه لمدة، كانت الأشياء التي يخترعها تفوق سنه بكثير، فقد كان يخترع الطائرات الصغيرة والأجهزة والمناطيد وعدة أشياء أخرى، لكن كل اختراعاته تكون ناقصة وتتحطم بعد دقائق من أول تجربة لها.
التقى (علاء) بـ (رولا) في بداية المسلسل فأحبها ووعدها أن يعيدها لبلدها بطائرة من صنعه، لكنها لم تكن له أية مشاعر في البداية وكان أغلب حديثهما ينتهي بصفعة من (رولا)، رافقها طوال المسلسل، هذا ما جعل مشاعرها تتفجر تجاهه في آخر حلقة.
(علاء) فتى لطيف، ذكي، نجيب، متفائل، يبدو جادا مرة وأحمق في الكثير من المرات، لا يعرف الآداب العامة واللباقة مع الفتيات ولا يتقيد بأية آداب رسمية، لكنه رغم ذلك شجاع يحب مواجهة الأخطار في سبيل إنقاذ الآخرين.
- راما: (Marie en Carlsberg)

فتاة يتيمة عمرها 4 سنوات، عثر عليها (علاء) و(رولا) في جزيرة (مهيب)، بعد أن قام أتباع (مهيب) بقتل والديها أمام عينها، كانت هي وصديقها الوشق الصغير (كتكوت) يشكلان الجانب الكوميدي من المسلسل.
(راما) تعتبر (علاء) و(رولا) أبويها الثانيين، وقد اهتموا بشؤونها حتى نهاية المسلسل، مواقفها مع (كتكوت) تعد الأكثر إضحاكا وتسلية في المسلسل.
(راما) فتاة ذكية جدا، تجيد الرسم، عقلها أكبر من سنها بكثير، تحب اللعب كثيرا مثل باقي الأطفال، وهي لا تحب إزعاج أحد أو الإثقال عليه، وأيضا لم تكن تستوعب كل ما يحدث معها، فعندما مات أبواها أمام عينها ظنت أنهما استغرقا في نوم عميق فقط.
- كتكوت: (King)

وشق صغير، كان رفيقا لـ (رولا) زمن عملها في السيرك، لكن بعد أن التقى (راما) أصبح صديق عمرها، (رولا) تفهم أغلب الأصوات التي يصدرها وفي المقابل هو يفهم ما تأمره به بسبب قدرة الماسة الزرقاء التي تملكها (رولا).
كل اللقطات التي تخص (كتكوت) خيالية جدا ومضحكة للغاية، حيث أن تصرفاته إنسانية في كثير من الأحيان، حتى أنه يغار من (علاء)، وهو ذكي يستوعب ما يدور حوله بشكل هائل، وأيضا هو حيوان نشيط جدا، يحب اللعب والمرح، لكن (راما) تقسو عليه كثيرا أثناء ملاعبته.
- القبطان عامر:(Captain nemo)

القبطان عامر رجل عمره 46 سنة، عالم، قائد للغواصة سنديانا التي صنعها بنفسه مع مجموعة من العلماء، كرس حياته للقضاء على مهيب الذي كان على رأس قوات أطلانتس الجديدة، كان يلاحقه منذ بداية المسلسل إلى نهايته.
عامر شخص غامض جدا، وقور، هادئ، بارد الأعصاب، لا تظهر مشاعره، قاس القلب لدرجة كبيرة، شخصية قيادية عظيمة، ذكي جدا، يعطي الأوامر بسرعة هائلة ودون تفكير كثير، وكل قراراته تكون صائبة وفي محلها، إلا أنه لا يقبل التشاور أو الاعتراض على أي قرار من قراراته، فكل ما قاله يجب أن ينفذ دون نقاش.
- الآنسة لمى : (Electra)

(اسمها الحقيقي: Medina)الضابطة الأولى للقبطان عامر، هدفها في الحياة الانتقام لمقتل والديها، الذين توفيا أمام عينيها أثناء الاجتياح الغاشم الذي قام به مهيب، تشردت وهي مازالت صغيرة، إلى أن وجدها القبطان عامر واصطحبها معه وعلمها الكثير من الأشياء وأكسبها الكثير من خبرته، حتى أصبحت المقربة الأولى منه، وقد ساهمت معه بشكل رئيسي في بناء الغواصة سنديانا.
لمى لا توافق القبطان في كل قراراته، وكانت تغضب منه لأنه لا يسمح لها بإبداء الرأي ومشاورته في قراراته، رغم أنها قاسية القلب بسبب المعاناة التي مرت بها في طفولتها، إلا أنها في أعماقها طيبة جدا، وأيضا هي جادة في أغلب الأحيان.
لمى تحب أن تطلع علاء على بعض الأقسام في سنديانا، وكانت تجيب على الكثير من تساؤلاته العلمية، لكنها أيضا أخفت عنه الكثير من الأشياء التي تعتبر أمورا سرية للغاية.
- لميس: (Grandis Granva)

أميرة تنتمي إلى الأسرة الملكية الإيطالية، تزوجت من رجل خدعها وسرق مجوهراتها التي كانت تعتبرها أغلى كنز عندها، تشردت بعد الاجتياح الغاشم الذي قامت به قوات مهيب، كانت شريرة في البداية حيث كانت تحاول سرقة الماسة الزرقاء من رولا، تملك مركبة صغيرة اسمها البومة، لكنها تحب أن تناديها الشحرورة، قادتها الظروف إلى الغواصة سنديانا، حيث وقعت في حب القبطان عامر الذي لم يكن يعيرها أي اهتمام.
في البداية كانت طباعها شرسة جدا، إلا أنها تغيرت بعد حياتها على متن الغواصة، حيث أصبحت طيبة القلب والأم الثانية لرولا، ولم تكن تبخل عليها بالنصائح والإرشادات المناسبة لمرحلة المراهقة التي تعيشها.
- سريع: (Sanson)

سريع شاب عمره 27 سنة، يعتبر الساعد الأيمن لعصابة لميس، وسائق المركبة البومة، كان يعمل سائقا للميس عندما كانت في قصرها الملكي، لكنه تشرد معها أيضا، شاب قوي، مفتول العضلات، يهتم بالرياضة، وقوته تفوق قوة رجال مهيب حتى الآليين منهم، لكنه لم يكن يهتم أبدا بالعلوم والتكنولوجيا، فبالنسبة له يمكن تحقيق كل المآرب باستعمال القوة البدنية فقط، قدراته في التصويب عالية جدا.
لقد نشأ في جو من الحرب والخوف، ورأى والديه يقتلان أمام عينيه، عاش حياة ملؤها التشرد إلى أن حصل على وظيفة (سائق) عند لميس.
سريع فتى شجاع، قوي، وسيم، متهور، وشرير أحيانا، دائما يسوق بجنون وغالبا ما تنتهي سياقته للبومة باصطدام عنيف، إلا أنه يعطف على راما بشكل خاص ويلعب معها دوما وينقذها في الأوقات الصعبة.
وأيضا هو محب للممرضة اللطيفة في سنديانا.
- وديع: (Hanson)

يمكن اعتباره العقل المدبر لعصابة لميس، ذكي، عالم، عبقري، حيث أنه مخترع البومة والمسؤول عن صيانتها وتطويرها، فالاعتناء بها يعد هاجسه الوحيد، كان في الماضي يعمل ميكانيكيا عند لميس، أصبح صديقا حميما لعلاء لأنهما يشتركان في العبقرية وحب الاختراع.
ماضيه غامض جدا حيث أن كل ما نعرفه انه قد وجد متشردا وحيدا، فقادته الظروف إلى العمل ميكانيكيا عند عائلة لميس.
وديع خجول جدا أمام الفتيات، كان يحب الآنسة لمى مساعدة القبطان عامر. وهو طيب القلب ويتصرف تصرفات مضحكة.
- توفيق: (Eaton)

توفيق كونت إنجليزي، كان يعمل في مهمة سرية لرئيس الولايات المتحدة الأمريكية، التقاه علاء ورولا في الحلقات الأولى من المسلسل في سفينة حربية حيث كان مسؤولا عن البحث عن وحوش البحر ودراستها، ثم ابتعدوا عنه ليروه مجددا في الجزيرة المجهولة كإنسان بري متوحش، سيعيش معهم وقتا طويلا في الجزيرة حتى موعد الحرب الأخيرة.
توفيق إنسان عالم، كان يعيش ثريا في سابق عهده، وهو شخصية كوميدية جدا، كذاب لدرجة كبيرة، كل احاديثه وقصصه كاذبة، فقد كان يبالغ في حديثه ويخترع أشياء لم تحدث، مختال بنفسه يحب الفلسفة والكلام الفارغ الكثير، وهو أيضا خداع ماكر وسارق أيضا، غير موثوق به اطلاقا..

### جانب الشر
- مهيب : (Gargolye)

هو على رأس قوات أطلانتس الجديدة، منظمته مجهزة بأحدث التقنيات والمنشآت العسكرية الهائلة التي تفوق عصرهم الذي يعيشون فيه، هدفه الوحيد في الحياة الحصول على الماسة الزرقاء والقضاء على سنديانا وعامر، ومن ثم إحكام قبضته على العالم.
كان في ما مضى الوزير الأول للقبطان عامر، الذي كان حاكما لأطلانتس، وكان صديقا مقربا له جدا، إلى أن طغى عليه طموحه الكبير في السيطرة على العالم، فأصبح العدو الأول والوحيد للقبطان عامر.
هدفه من الحصول على الماسة الزرقاء، هو تنشيط السلاح الأقوى في أطلانتس، والمسمى برج بابل، مهيب يخفي وجهه بقناع غريب، ولن نستطيع رؤية وجهه حتى الحلقة الأخيرة، ولمدة ثانية أو ثانيتين فقط !
صفاته سيئة، فهو دجال أفاق سفاح قاتل ولا يعرف معنى للرحمة، يمتاز بشخصية معقدة وطريقة تفكير أكثر تعقيدا، حيث أنه صاحب نظرية – الغاية تبرر الوسيلة، لا يرحم صغيرا أو عجوزا، وقد حكم شعبه بالحديد والنار.
- الحاكم: (Benusis)

الحاكم هو ابن القبطان عامر، أخ رولا، عينه مهيب حاكما على أطلانتس الجديدة وهو طفل صغير، لكنه قتله حتى لا ينافسه مستقبلا في الحكم، وقد أعاد له علماء أطلانتس الجديدة الحياة مع جسد ميكانيكي متقن الصنع يتغذى بالكهرباء ومع برنامج يتحكم به مهيب، وسماه بعد ذلك néo، سيظهر لمرات قليلة فقط في آخر المسلسل، وسيتدمر نهائيا في آخر حلقة، هو في الواقع يملك قدرات هائلة منها أنه يستطيع التحكم بالماستين ودمجهما معا وبالتالي تشغيل برج العالم.
مهيب يستخدمه كأداة فقط، لكي يعتبره وارثا شرعيا للحكم من جهة، وللاستفادة من قدراته العجيبة من جهة أخرى

## الإنتاج
يعود أصل هذا الانمي إلى السبعينات عندما عمل هاياو ميازاكي لدى شركة Toho لتطوير مسلسل تلفزيوني. إحدى ألافكار كانت صنع مسلسل باسم «حول العالم تحت البحر»، (مأخوذة من رواية جول فيرن: عشرون ألف فرسخ تحت البحر)، وتحكي القصة (قصة ألانمي) عن طفلان يتيمان تتطاردهم مجموعة من الأوغاد ليصلا أخيراً عند القبطان نيمو ووغواصته نوتلوس. لكن ألعمل لم ير ألنور، مع ذلك احتفظت Toho بالحقوق لملخص القصّة، بينما استخدم هايو ميازاكي بعض العناصر من تأليفه الأصلي في مشاريعه التالية مثل مسلسل فتى المستقبل كونان (المسلسل معروف عربياً بـ«مغامرات عدنان») وفيلم قلعة في السماء.
في 1988, غايناكس عيّنت من قبل Toho لإنتاج مسلسل تلفزيوني لقناة هيئة الإذاعة اليابانية التربوية. فكرة ميزاكي لقصة «حول العالم تحت البحر» أسرت قلوب موظّفي Gainax، وتحت إشراف هيدياكي أنو، صُنع سر الماء الأزرق («الماسة الزرقاء» وسمي عند عرضه في الولايات المتحدة بـ «نادية: سر الماء الأزرق»).
صمم العمل ليعرض بحلقات قليلة، لكن شعبية المسلسل دفعت القناة لطلب حلقات أكثر. تاخر إنتاج الحلقات الجديدة. مع نهاية الحلقة 11, أصبح هيدياكي أنو يعمل حتى 18 ساعة يوميا. بعد الحلقة 20, وضعت إن إتش كي المسلسل معلقً بانتظار أن تحدّد ميزانية. عاد المسلسل ليعرض بعد شهر بالحلقة 21. الإنتاج ما زال بطيئ، وطلب انو من صديقه شنجي هيوغوتشي (مؤسس مشارك في Gainax) للسيطرة على اتجاه المسلسل من الحلقة 23 إلى 34، بينما ركّز انو على صناعة آخر خمس حلقات. وكانت هذه الحلقات (من 23إلى 34) تدعى بـ «حلقات الجزيرة» من قبل المعجبين ألذين اعتبرونها حلقات غريبة وفيلر (الفيلر: حلقات خارج القصة يكون غالباً السبب لوجودها إطالة عمر المسلسل) من النوعية الرديئة، حتى هيدياكي انو وافقهم الرأي. بعيداً عن الحلقات المكلّفة طلب المخرج فرصة حذفهم؛ لأإنتاج حلقات معدودة تحت اسم «قصّة نوتلوس»، التي ستحذف معظم حلقات الجزيرة وأفريقيا ويركّز أكثر على الكفاح بين غارغويلو ونيمو. كانت الحلقات الخمس الأخيرة في غاية الإتقان مما زاد من نجاح الأنمي، حقق المسلسل في نهاية المطاف نجاحاً في اليابان وفي العديد من الدول حول العالم.

## الأداء الصوتي
| العربي: - رولا : بثينة معماري. - علاء : أنجي اليوسف. - راما : بثينة معماري. - القبطان عامر : مأمون الرفاعي. - مهيب : مروان فرحات. - الآنسة لمى : أنجي اليوسف. - لميس : فاطمة سعد. - سريع :مروان فرحات. - وديع : يحيى الكفري. - توفيق : مأمون الرفاعي. | الياباني: - رولا : يوشينو تاكاموري. - علاء : نوريكو هيداكا. - راما : يوكو ميزتاني. - القبطان عامر : أكيو أوتسكا. - مهيب : موتومو كيوكاوا. - الآنسة لمى : كيككو إينوي. - لميس : كميكو تاكيزاوا. - سريع :كينيو هوريوتشي. - وديع : توشيهارو ساكوراي. - توفيق : كويتشي يامادرا. |

## إنتاجات أخرى للمسلسل

### الفيلم
أنتج فلم طويل لـ «نادية» (رولا) عرض في دور العرض اليابانية عام 1992. تحدث أحداث الفيلم بعد ثلاث سنوات من هزيمة غارغويلو (مهيب) ومنظمة أطلانطس الجديدة. لم تتدخل جايناكس في إنتاج هذا الفلم، وعانى الفيلم من تدني مستوى الجودة، حيث أن ما يقارب ثلث التسعين دقيقة (مدة الفيلم) يشمل لقطات من المسلسل التلفزيوني. لم يحقق الفيلم النجاح الذي حققه المسلسل في الولايات المتحدة. وأصدر باسم (نادية: الفيلم) على أقراص دي في دي في أغسطس/آب 2002.

### الحلقات الخاصة
تم إنتاج عشرة حلقات خاصة قصيرة تحت اسم «مسرح نادية الدرامي» تتراوح مدة الحلقة منها ما بين 3 إلى 7 دقائق، وركزت هذه الحلقات على شرح بعض الأمور التي لم يتتطرق لها المسلسل بداية بتكوين منظمة أطلانتيس الجديدة وانتهاءً بقائمة طعام نادية (رولا) وتم إصدرا هذه الحلقات ضمن أقراص الدي في دي.

### ألعاب الفيديو
تم إصدار العديد من ألعاب الفيديو على العديد من الأجهزة المنزلية التي واكبت عرض المسلسل بناءً على الشعبية التي وصل إليها، وهذه قائمة الألعاب:
- لعبة (Fushigi no Umi Nadia: The Secret of Blue Water) صدرت في 15 مارس 1991 على جهاز كومبيوتر عائلة من قِبَل توهو.
- لعبة (Fushigi no Umi no Nadia) صدرت في 19 مارس 1991 على جهاز سيجا ميجا درايف من قِبَل نامكو.
- لعبة (Fushigi no Umi Nadia: The Secret of the Blue Water) صدرت في 27 مارس 1992 على جهاز NEC PC-9801 من قِبَل Gainax.
- لعبة (Fushigi no Umi Nadia: The Secret of the Blue Water) صدرت في 23 أكتوبر 1992 على جهاز Sharp X68000 من قِبَل Gainax.
- لعبة (Fushigi no Umi Nadia: The Secret of the Blue Water) صدرت على جهاز FM Towns.
- لعبة (Fushigi no Umi Nadia: The Secret of the Blue Water) صدرت في 29 يناير 1993 عل جهاز PC Engine CD من قِبَل هادسن سوفت.
- لعبة (Fushigi no Umi no Nadia: Inherit the Blue Water) صدرت في 22 سبتمبر 2005 على جهاز بلاي ستيشن 2 من قِبَل Jinx.
- لعبة (Super Robot Wars X), (ظهر كعمل مشارك في بطولة اللعبة) إصدار 29 مارس 2018 على جهاز بلاي ستيشن 4 , بلاي ستيشن فيتا من قبل بانداي نامكو.

كذلك تواجدت نادية وحدها كشخصية ضمن مجموعة من فتيات الأنمي على بعض الألعاب.

### إصدار المسلسل على أقراص Blue ray
عام 2011 وبعد أكثر من عشرين سنة على عرض المسلسل، تم إصدار جميع حلقات المسلسل على أقراص البلو راي، صدرت هذه المجموعة حصرياً في اليابان واحتوى الإصدار الخاص منها على:
- أقراص البلوراي الخاصة بالحلقات.
- مجسم لنادية (رولا) وكينغ (كتكوت).
- كتاب فني Artbook.
- كتاب خاص يشرح كواليس العمل باللغة اليابانية.
- علبة تحتوي المجموعة.

## معرض 2021
في عام 2021 أقيم معرض خاص للعمل بمناسبة مرور 30 سنة على إنتاجه، وكان في الفترة من 17 فبراير حتى 8 مارس، في متحف دايميرو اوساكا. ومعرض آخر في الفترة من 29 أبريل حتى 9 مايو في مدينة طوكيو. استعرض المعرض أهم القطع الاصلية التي أستخدمت في العمل وبعض المنتجات الخاصة النادرة القابلة للإقتناء. مثل رسومات السيلولويد التي استخدمت في العمل الأصلي، واصدرت منتجات أخرى خصيصاً بمناسبة المعرض. عرضت كذلك عدد من المستندات والمخططات الأصلية للمسلسل، ومذكرات للمخرج هيدياكي انو ومصمم الشخصيات يوشوكي ساداموتو. ولوحات مرسومة للفنان ماساهيرو مايدا.

## طالع كذلك
- أطلانتس: الإمبراطورية المفقودة.
- أطلانطس.
- أنمي نيون جينيسيس إيفانجيليون .

## وصلات خارجية
- الماسة الزرقاء على موقع IMDb (الإنجليزية)
- الماسة الزرقاء على موقع روتن توميتوز (الإنجليزية)
- الماسة الزرقاء على موقع كينوبويسك (الروسية)
- الماسة الزرقاء على موقع ميوزك برينز (الإنجليزية)
- الماسة الزرقاء على موقع قاعدة بيانات الفيلم (الإنجليزية)
- الماسة الزرقاء على موقع ANN anime (الإنجليزية)